# Liste der Baudenkmäler in Rödelmaier
Auf dieser Seite sind die Baudenkmäler in der unterfränkischen Gemeinde Rödelmaier zusammengestellt. Diese Tabelle ist eine Teilliste der Liste der Baudenkmäler in Bayern. Grundlage ist die Bayerische Denkmalliste, die auf Basis des Bayerischen Denkmalschutzgesetzes vom 1. Oktober 1973 erstmals erstellt wurde und seither durch das Bayerische Landesamt für Denkmalpflege geführt wird. Die folgenden Angaben ersetzen nicht die rechtsverbindliche Auskunft der Denkmalschutzbehörde.

## Baudenkmäler
| Lage                                                                              | Objekt                                                                                               | Beschreibung | Akten-Nr.     | Bild           |
| --------------------------------------------------------------------------------- | --- | --- | ------------- | -------------- |
| Burgstraße, Ortsausgang nach Dürrnhof (Standort)                                  | Hochkreuz                                                                                            | Sandstein, bezeichnet „1938“ | D-6-73-156-8  | BW             |
| Burgstraße (Standort)                                                             | Bildstock                                                                                            | Gebauchter Sockel, Inschriftkartusche mit Stifterfiguren, Aufsatz mit Relief der Marienkrönung in reichem, puttenbesetztem Rocaillerahmen, Sandstein, 1760 | D-6-73-156-2  | BW             |
| Dorfstraße (Standort)                                                             | Bildstock und Kriegerdenkmal                                                                         | Aus verschiedenen Teilen zusammengesetzt, barocke Bekrönung mit Reliefs von Kreuzigungsgruppe und Marienkrönung, 18. Jahrhundert, kombiniert mit Säule über Sockel mit Inschriften zum Gedenken an die Rückkehrer der Kriege 1866 und 1870/71 | D-6-73-156-3  | weitere Bilder |
| Grüntorstraße 2 (Standort)                                                        | Kreuzschlepper                                                                                       | Sockel mit Rokokokartusche und Inschrift, Säule (Schaft neu) mit diamantiertem Sockel, Konsole mit Inschrift und Figur des Kreuzschleppers, Sandstein, bezeichnet „1762“ | D-6-73-156-4  | weitere Bilder |
| Kirchweg 1, 2, Dorfstraße 1, Schloßhof 1, 3 (Standort)                            | Ehemaliges Schloss der Voite von Salzburg, heute Kloster der Unbeschuhten Karmelitinnen Regina Pacis | breitgelagerter zweigeschossiger Mansardwalmdachbau, massiv verputzt, 1754; gegenüber ehem. Schlossökonomie: westlicher Hofflügel, ehemaliges Wirtschaftsgebäude, heute Rathaus, ein- bis zweigeschossige geschlossene Baugruppe aus Steinbauten mit Sattel- und Halbwalmdach, teils verputzt, teils Bruchstein mit Ortquaderung, spätes 16. bis 18. Jh., am Torbogen bez. 1596; Hoftor, rundbogig, Sandstein, 19. Jh.; östlicher Hofflügel, ehemalige Scheune, langgestreckter Bruchsteinbau mit Satteldach, 1626/27 (dendro.dat.); Gartenmauer | D-6-73-156-5  | weitere Bilder |
| Kirchweg 3 (Standort)                                                             | Katholische Pfarrkirche St. Ägidius                                                                  | Massiver Ostturm mit Spitzhelm, Unterbau spätmittelalterlich, Glockengeschoss und Helm 1889, Langhaus als Saalbau mit eingezogenem Chor, Satteldach und dreiteilig gegliederter Fassade mit Schweifgiebel und Figurennischen, spätbarock, von 1762; mit Ausstattung | D-6-73-156-1  | weitere Bilder |
| Nähe Eichenhäuser Straße, auf dem Friedhof an der Nordseite der Kirche (Standort) | Kreuzwegstation VII, Rest des ehemaligen Kreuzwegs                                                   | Sandstein, neugotisch, erste Hälfte 19. Jahrhundert | D-6-73-156-1  | BW             |
| Nähe Eichenhäuser Straße (Standort)                                               | Mariengrotte                                                                                         | Um 1900 | D-6-73-156-1  | BW             |
| Nähe Eichenhäuser Straße, südlich vor Mariengrotte (Standort)                     | Marienstatue                                                                                         | Historistisch, Sandstein, bezeichnet „1899“ | D-6-73-156-1  | weitere Bilder |
| Kirchweg 3; Nähe Eichenhäuser Straße; nordöstl. im Friedhof (Standort)            | Friedhofskreuz                                                                                       | Sandstein, bezeichnet „1845“ | D-6-73-156-1  | weitere Bilder |
| Nähe Heustreuer Weg (Standort)                                                    | Wegkreuz                                                                                             | Am Kreuzfuß Marienstatue, Sandstein, bezeichnet „1900“ | D-6-73-156-7  | weitere Bilder |
| Nähe Hollstädter Weg, am Ortsausgang nach Eichenhausen (Standort)                 | Hochkreuz                                                                                            | Grauer und gelber Sandstein, neugotisch, Mitte 19. Jahrhundert | D-6-73-156-9  | BW             |
| Nähe Rheinfeldshöfer Straße, Ortsausgang nach Rheinfeldshof (Standort)            | Bildstock                                                                                            | Mit gemalter Geburt Christi, rückseitig reliefiertes griechisches Kreuz, Sandstein, um 1800 | D-6-73-156-10 | weitere Bilder |
| Rheinfeldshöfer Straße (Standort)                                                 | Hochkreuz                                                                                            | Holz, 19. Jh. | D-6-73-156-12 | weitere Bilder |
| Rheinfeldshöfer Straße (Standort)                                                 | Bildstock                                                                                            | Auf den beiden Hauptfeldern Reliefs der heiligen Margareta und der heiligen Margareta von Cortona, seitlich heilige Barbara und heilige Katharina, von Sandstein, nach 1728 | D-6-73-156-12 | weitere Bilder |
| Rheinfeldshöfer Straße (Standort)                                                 | Bildstock                                                                                            | Stark verwitterte umrankte Säule, Sandstein, 16. Jahrhundert, am Gehäuse volkstümliches Pietàgemälde 20. Jahrhundert | D-6-73-156-12 | weitere Bilder |
| Schlosshof 1, neben Rathaus (Standort)                                            | Statue des Heiligen Johann Nepomuk                                                                   | Auf spätbarockem Sockel, Sandstein, 1776 | D-6-73-156-16 | weitere Bilder |
| Unterm Dorf ()                                                                    | Bildhäuschen                                                                                         | kubisches Heiligenhäuschen mit quadratischem Sockel und quadratischer Bildnische, neoklassizistisch, mit Pietàrelief, Naturstein, 2. Viertel 20. Jh. | D-6-73-156-18 |                |